# Citânia de Briteiros
Koordinaten: 41° 31′ 39″ N, 8° 18′ 57″ W
Citânia de Briteiros ist eine Ruinenstadt rund 22 km östlich von Braga in Portugal. Die Gebäude waren Wohnstätten (Citânias) der eisenzeitlichen Keltiberer von etwa 800 v. Chr.
Die Bergsiedlung am Monte de São Romão wurde von dem Archäologen Martins Sarmento (1833-1899) ab 1875 freigelegt. Das Ausgrabungsfeld hat eine Größe von 240 × 300 m und ist von einem dreifachen Mauerring umgeben. Hier liegen rund 160 Hausfundamente aus großen Steinquadern. Die ursprüngliche Bedachung bestand vermutlich aus Stroh. Die Häuser sind durch ein – heute nur schwer begehbares – Netz aus gepflasterten Straßen und Gassen erreichbar. Man findet heute noch Steinwälle, Wasserleitungen und Wasserrinnen entlang der Straßen. Auf dem Hügel stehen zwei rekonstruierte Rundhütten mit Strohdächern. Eine der meistbeachteten Bereiche der Ausgrabung ist die Pedra Formosa.

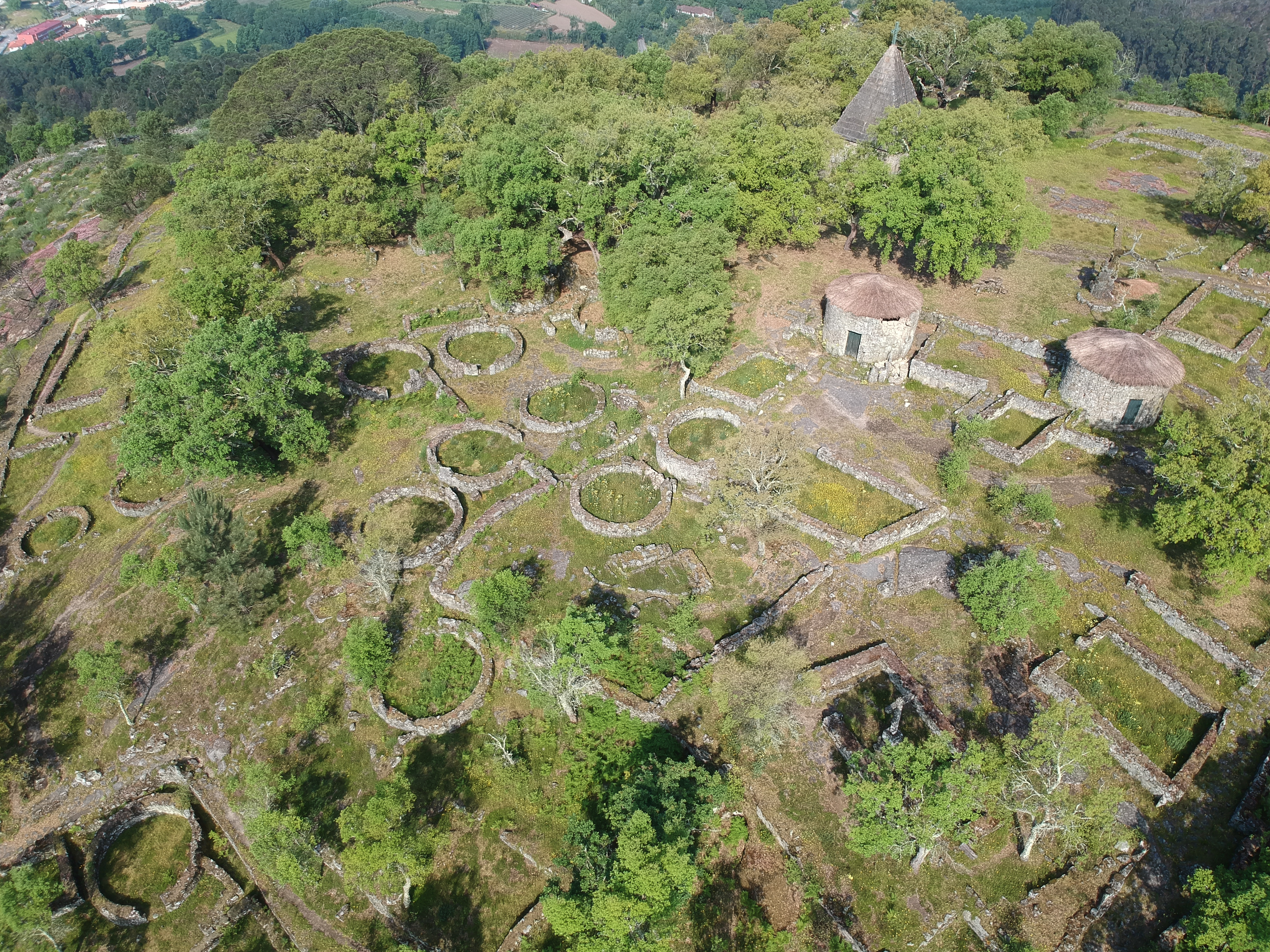
Briteiros mit restaurierten Häusern – rechts

Die wichtigsten Funde sind im bereits 1885 eingerichteten Museu da Sociedade de Martins Sarmento in Guimarães ausgestellt.